# دافني أخورست
دافني أخورست (بالإنجليزية: Daphne Akhurst)‏ مواليد 22 أبريل 1903 في نيوساوث ويلز، أستراليا - الوفاة 09 يناير 1933 في سيدني، كانت لاعبة كرة مضرب أسترالية وكانت تلعب باليد اليمنى. كما أنها إحدى بطلات الجراند سلام. أعلى تصنيف لها في الفردي كان المركز الـ 3 في سنة 1928.

## الخط الزمني للفردي
مفتاح
| ف | ن | ن.ن | ر.ن | د# | د.م | ل | أ.أ | ت | غ | ب | ف | ذ | م.خ | ل.ت |

(ف) فاز بالبطولة (ن) وصل النهائي (ن.ن) نصف النهائي (ر.ن) ربع النهائي (د#) الأدوار الأربعة الأولى (د.م) دور المجموعات (ل) شارك في كأس ديفيز (أ.أ) خرج من الأدوار الاولى (ت) خسر التصفيات التأهيلية (غ) غاب عن الحدث أو البطولة (ب) حصل على ميدالية برونزية (ف) حصل على ميدالية فضية (ذ) حصل على ميدالية ذهبية (م.خ) بطولة الماسترز خُفضت إلى مرتبة أقل (ل.ت) البطولة لم تعقد في السنة المعينة.
لتجنب الارتباك وازدواجية الحساب، يتم تحديث هذه المعلومات إما في نهاية البطولة، أو عندما تكون مشاركة اللاعب في البطولة قد انتهت.
| الدورة             | 1924  | 1925  | 1926  | 1927  | 1928  | 1929  | 1930  | إجمالي ف/م |
| ------------------ | ----- | ----- | ----- | ----- | ----- | ----- | ----- | ---------- |
| البطولة الأسترالية | ن.ن   | ف     | ف     | د2    | ف     | ف     | ف     | 5 / 7      |
| البطولة الفرنسية1  | ل.ت   | غ     | غ     | غ     | ر.ن   | غ     | غ     | 0 / 1      |
| بطولة ويمبلدون     | غ     | ر.ن   | غ     | غ     | ن.ن   | غ     | غ     | 0 / 2      |
| البطولة الأمريكية  | غ     | غ     | غ     | غ     | غ     | غ     | غ     | 0 / 0      |
| م.ف                | 0 / 1 | 1 / 2 | 1 / 1 | 0 / 1 | 1 / 3 | 1 / 1 | 1 / 1 | 5 / 10     |

- إجمالي ف / م = إجمالي الفوز والمشاركة

## روابط خارجية
- دافني أخورست على موقع قاعة مشاهير كرة المضرب الدولية (الإنجليزية)
- دافني أخورست على موقع اتحاد التنس الأسترالي (الإنجليزية)
- دافني أخورست على موقع خلاصة التنس.كوم (الإنجليزية)